# Karl Flyckt
Karl Flyckt, egentligen Karl Johan Arvid Flykt, född 1995, svensk producent och låtskrivare inom r'n'b, soul och pop.
Han är en av låtskrivarna till låten "Controlla" som Chelsea Muco tävlade med i Melodifestivalen 2024.

## Låtar

### Melodifestivalen
- 2024 – Controlla med Chelsea Muco

### Övriga[1]
- 2023 You Ain’t Sh*T med Bishat
- 2017 Sugar med Surfin’ Charlie
- 2017 Eat Cannibals med Surfin’ Charlie